# Kurusz (rejon chasawiurcki)
Kurusz (ros. Куруш) – wieś w Rosji, w Dagestanie, w rejonie chasawiurckim. W 2010 liczyła 7327 mieszkańców, głównie Lezginów.